# Hiệp hội Bản đồ Quốc tế
Hiệp hội bản Bản đồ Quốc tế, hay ICA (International Cartographic Association) là một tổ chức phi chính phủ quốc tế hoạt động trong lĩnh vực nghiên cứu Bản đồ học và ứng dụng của nó.
ICA thành lập ngày 9 tháng 7 năm 1959, tại Bern, Thụy Sĩ, là thành viên Liên hiệp khoa học của Hội đồng Khoa học Quốc tế (ISC), và của Hội đồng Quốc tế về Khoa học (ICSU) trước đây. Chủ tịch nhiệm kỳ 2019-2023 là Tim Trainor từ  Hoa Kỳ.

## Hoạt động
- Đóng góp vào sự hiểu biết và giải quyết các vấn đề trên toàn thế giới thông qua việc sử dụng các bản đồ trong quá trình ra quyết định.
- Thúc đẩy sự phổ biến qua bản đồ các thông tin quốc tế, kinh tế, xã hội và không gian môi trường thông.
- Cung cấp một diễn đàn toàn cầu để thảo luận về vai trò và vị thế của bản đồ.
- Tạo thuận lợi cho việc chuyển giao công nghệ bản đồ mới và kiến thức giữa các quốc gia, đặc biệt là các quốc gia đang phát triển.
- Thực hiện hoặc thúc đẩy nghiên cứu bản đồ đa quốc gia nhằm giải quyết các vấn đề khoa học và ứng dụng.
- Tăng cường giáo dục bản đồ theo nghĩa rộng thông qua các ấn phẩm, hội thảo và hội nghị.
- Thúc đẩy việc sử dụng các tiêu chuẩn chuyên môn kỹ thuật trong bản đồ.[1]

## Tổ chức
Các Ban và Tổ công tác về hợp tác quốc tế lập bản đồ đã được thành lập. Chúng được chủ trì bởi các chuyên gia trong lĩnh vực cụ thể của bản đồ học và bao gồm các thành viên từ các cộng đồng Bản đồ và GIScience quốc tế.
| Ban                                                      | Tên giao dịch                                                                  |
| -------------------------------------------------------- | ------------------------------------------------------------------------------ |
| Ban Nghệ thuật và Bản đồ                                 | Commission on Art and Cartography                                              |
| Ban Tập bản đồ                                           | Commission on Atlases                                                          |
| Ban Bản đồ và Trẻ em                                     | Commission on Cartography and Children                                         |
| Ban Bản đồ học trong Cảnh báo sớm và Quản lý Khủng hoảng | Commission on Cartography in Early Warning and Crisis Management               |
| Ban Quan sát Nhận thức                                   | Commission on Cognitive Visualization                                          |
| Ban Chất lượng Dữ liệu                                   | Commission on Data Quality                                                     |
| Ban Công nghệ Kỹ thuật số trong Di sản Bản đồ            | Commission on Digital Technologies in Cartographic Heritage                    |
| Ban Giáo dục và Đào tạo                                  | Commission on Education and Training                                           |
| Ban Generalisation and Multiple Representation           | Commission on Generalisation and Multiple Representation                       |
| Ban Cơ sở Hạ tầng Địa thông tin và Tiêu chuẩn            | Commission on Geoinformation Infrastructures and Standards                     |
| Ban Phân tích Không gian Địa lý và Mô hình hóa           | Commission on Geospatial Analysis and Modeling                                 |
| Ban Geovisualization                                     | Commission on Geovisualization                                                 |
| Ban GI vì sự Bền vững                                    | Commission on GI for Sustainability                                            |
| Ban Lịch sử Bản đồ                                       | Commission on the History of Cartography                                       |
| Ban Thiết kế Bản đồ                                      | Commission on Map Design                                                       |
| Ban Sản xuất và Thương mại Bản đồ                        | Commission on Map Production and Geobusiness                                   |
| Ban Bản đồ Dự báo                                        | Commission on Map Projections                                                  |
| Ban Lập bản đồ từ Hình ảnh Viễn thám                     | Commission on Mapping from Remote Sensing Imagery                              |
| Ban Bản đồ và Đồ họa cho người mù và khiếm thị           | Commission on Maps and Graphics for the Blind and the Partially Sighted People |
| Ban Bản đồ và Xã hội                                     | Commission on Maps and Society                                                 |
| Ban Bản đồ và Internet                                   | Commission on Maps and the Internet                                            |
| Ban Bản đồ Núi                                           | Commission on Mountain Cartography                                             |
| Ban Neocartography                                       | Commission on Neocartography                                                   |
| Ban Công nghệ Không gian Địa lý Nguồn mở                 | Commission on Open Source Geospatial Technologies                              |
| Ban Bản đồ Hành tinh                                     | Commission on Planetary Cartography                                            |
| Ban Bản đồ học Lý thuyết                                 | Commission on Theoretical Cartography                                          |
| Ban Ubiquitous Mapping                                   | Commission on Ubiquitous Mapping                                               |
| Ban Sử dụng và các Vấn đề người dùng                     | Commission on Use and User Issues                                              |

## Ban chấp hành
Ngày 08 Tháng 7 năm 2011 các quốc gia thành viên đã bầu Ban chấp hành mới (EC) của ICA cho nhiệm kỳ 2011-2015. Các thành viên đại diện cho tất cả các khu vực chính của thế giới, từ châu Phi đến châu Âu và từ châu Mỹ đến châu Á và châu Đại Dương.
| Nhiệm kỳ  | Chủ tịch               |
| --------- | ---------------------- |
| 2019–2023 | Tim Trainor            |
| 2015-2019 | Menno-Jan Kraak        |
| 2011-2015 | Georg Gartner          |
| 2007-2011 | William Cartwright     |
| 2003-2007 | Milan Konecny          |
| 1999-2003 | Bengt Rystedt          |
| 1995-1999 | Michael Wood           |
| 1987-1995 | Fraser Taylor          |
| 1984-1987 | Joel Morrison          |
| 1976-1984 | Ferdinand Ormeling     |
| 1972-1976 | Arthur H. Robinson     |
| 1968-1972 | Konstantin Salichtchev |
| 1964-1968 | Dennis Thackwell       |
| 1961-1964 | Eduard Imhof           |

## Các đại hội
- 2023:  Cape Town
- 2021:  Florence
- 2019:  Tokyo
- 2017:  Washington D.C.
- 2015:  Rio de Janeiro
- 2013:  Dresden
- 2011:  Paris
- 2009:  Santiago de Chile
- 2007:  Moskva
- 2005:  A Coruña
- 2003:  Durban
- 2001:  Bắc Kinh
- 1999:  Ottawa
- 1997:  Stockholm
- 1995:  Barcelona
- 1993:  Cologne
- 1991:  Bournemouth
- 1989:  Budapest
- 1987:  Morelia
- 1984:  Perth
- 1982:  Warsaw
- 1980:  Tokyo
- 1978:  College Park (Maryland)
- 1976:  Moskva
- 1974:  Madrid
- 1972:  Ottawa
- 1970:  Stresa
- 1968:  Delhi
- 1967:  Amsterdam
- 1964:  Edinburgh
- 1962:  Frankfurt am Main
- 1961:  Paris
- 1959:  Bern Thành lập

## Các giải thưởng ICA
- Carl Mannerfelt Gold Medal
- ICA Honorary Fellowship
- Diplomas vì sự phục vụ ICA xuất sắc
- ICA Map Awards tại các triển lãm International Map Exhibition
- Barbara Petchenik International Children Map Design Competition
- Travel Awards